# María de Armenia
María de Córico (1321 - antes de 1405) fue reina consorte de Armenia por matrimonio con Constantino III de Armenia y con Constantino IV de Armenia. Hija de Oshin de Córico y Juana de Tarento.

## Vida
Los abuelos maternos de María fueron Felipe I de Tarento y Tamar Angelina Comnena. Felipe era hijo de Carlos II de Nápoles y María de Hungría.
Los abuelos paternos de María fueron Haitón de Córico e Isabel de Ibelín, hija de Guy de Ibelín y María de Armenia, hija de Isabel de Armenia y Haitón I de Armenia.
El padre de María había estado casado previamente con Margarita de Ibelín y tenía una hija, su hermanastra, Alicia de Córico, quien se casó con León IV de Armenia, pero fue asesinado por él en 1329 junto con el padre de María que actuó como regente pero que había matado varios miembros de la familia real armenia.
- Datos: Q285840